# Die Dienstagsfrauen – Zwischen Kraut und Rüben
Die Dienstagsfrauen – Zwischen Kraut und Rüben ist ein deutscher Fernsehfilm von Franziska Meyer Price aus dem Jahr 2015. Es ist der letzte Film der Trilogie Die Dienstagsfrauen von Monika Peetz.

## Handlung
Die Freundinnen Caroline, Eva, Estelle, Judith und Kiki treffen sich diesmal nicht zu ihrem monatlichen Abendessen, sondern um beim Umzug von Kiki mitzuhelfen. Sie zieht mit ihrem Mann und der kleinen Greta weit weg vom Kölner Trubel in die ländliche Idylle von Mecklenburg-Vorpommern. Wehmütig bleiben die Freundinnen zurück, doch schon bald erreicht sie ein Notruf von Kiki und gemeinsam machen sich die Vier auf den Weg zu ihr. Kiki und Max sind dabei ein Schulgebäude in ein Bed-&-Breakfast-Hotel zu verwandeln, doch entpuppte sich das ganze als eine komplette Bauruine, sodass ihre geplante Eröffnung in drei Wochen in Gefahr ist. Kaum treffen Kikis Freundinnen ein, flüchtet Max vor dem weiteren Chaos nach Hamburg, wo er kurzfristig einen Auftrag angenommen hat.
Schon an ihrem ersten gemeinsamen Abend gibt es eine böse Überraschung. Bei einem Gewitter regnet es massiv durch das Dach des alten Gebäudes, und Eva stürzt, was sie immer mehr darin bestärkt, im Moment eine Pechsträhne zu haben und so möglicherweise auch bald sterben zu müssen. Doch auch Caroline hat Probleme, denn sie fühlt sich verfolgt. Seit ihrem letzten Prozess hat sie Morddrohungen erhalten, und ganz offensichtlich begegnet ihr seit ein paar Tagen immer derselbe Mann, der sich ausgerechnet in Kikis Fischerhütte eingemietet hat, um dort angeblich Urlaub zu machen.
Bei allen Bauarbeiten droht Kikis Finanzierung zusammenzubrechen, da eine Stiftung, die Estelles Schwiegertochter verwaltet, ihre Gelder zurückhält. Doch die Frauen sind fest entschlossen, alle Probleme aus dem Weg zu räumen. Voller Elan gehen sie an die Arbeit, und es gelingt ihnen dank ihres Charmes, tatkräftige Männer zur Mitarbeit zu überreden.
Caroline kann sich allmählich davon überzeugen, dass der Mann aus Köln möglicherweise doch nur Urlaub macht und Hobbyornithologe ist, was seine Abhöranlage erklärt. Doch nach ihren Recherchen hat er irgendetwas zu verbergen und so durchsucht sie die Fischerhütte und findet in seinem Koffer Unterlagen, die darauf hinweisen, dass es Thomas Steiner auf Estelle abgesehen hat. Als ihre Freundin kurz darauf mit dem Fahrrad stürzt und Steiner ihr hilft, gibt er sich als Finanzfahnder zu erkennen, der von Estelles Schwiegertochter engagiert wurde, um herauszufinden, ob die Stiftungsgelder ihrem Zweck entsprechend eingesetzt werden. Da er das mit dem Projekt der Rettung des alten Schulgebäudes bestätigen kann, reist er wieder ab. Doch muss Estelle erfahren, dass ihre Schwiegertochter sie endgültig aus der Stiftung gedrängt hat.
Dank der Mithilfe das ganzes Dorfes gelingt es schließlich, das Hotel rechtzeitig fertigzustellen und die vier Freundinnen fahren wieder zurück nach Köln.

## Hintergrund
Die Trilogie besteht aus Die Dienstagsfrauen … auf dem Jakobsweg zur wahren Freundschaft, Die Dienstagsfrauen – Sieben Tage ohne und Die Dienstagsfrauen – Zwischen Kraut und Rüben. Sie sind Verfilmungen der Die-Dienstagsfrauen-Romane von Monika Peetz.
In dieser Folge wurde die Rolle der Caroline Seitz nicht von Ulrike Kriener gespielt, sondern mit Janna Striebeck besetzt. Judith wurde in der ersten Folge von Inka Friedrich gespielt, in der zweiten durch Jule Ronstedt ersetzt und in der dritten von Clelia Sarto dargestellt.

## Rezeption

### Einschaltquoten
Bei der Erstausstrahlung am 17. Januar 2015 wurde der Film in Deutschland von 3,96 Millionen Zuschauern gesehen, was einem Marktanteil von 12,7 Prozent entsprach.

### Kritiken
Tittelbach.tv lobt: „‚Zwischen Kraut und Rüben‘ hat eine Vielzahl solcher Szenen zu bieten, in denen Buch und Regie mit filmischen Konventionen und den Erwartungen des Publikums spielen. Diese Ideen, die guten Dialoge und die Darsteller machen den Film zu einem sehenswerten Vergnügen; nicht nur für Frauen.“
Die Redaktion von Kino.de ist der Meinung: „Mit teilweise neuer Besetzung und der neuen, komödienerfahrenen Regisseurin Franziska Meyer-Price starten die Dienstagsfrauen in ihr mittlerweile drittes Abenteuer – und das ist gut so. Wie bereits die Vorgänger-Filme ist auch die Adaption von Monika Peetz’ jüngstem ‚Dienstagsfrauen‘-Roman ein locker-leichtes und sehr unterhaltsames Vergnügen mit einer abwechslungsreichen Geschichte, einem schönen Setting, sehr sympathischen (Identifikations-)Figuren und einer gelungenen Mischung aus viel Humor und nachdenklicheren Sequenzen, auch wenn das Konzept um die Frauen-Clique erste leichte Abnutzungserscheinungen zeigt.“